# شورای فدراسیون (روسیه)

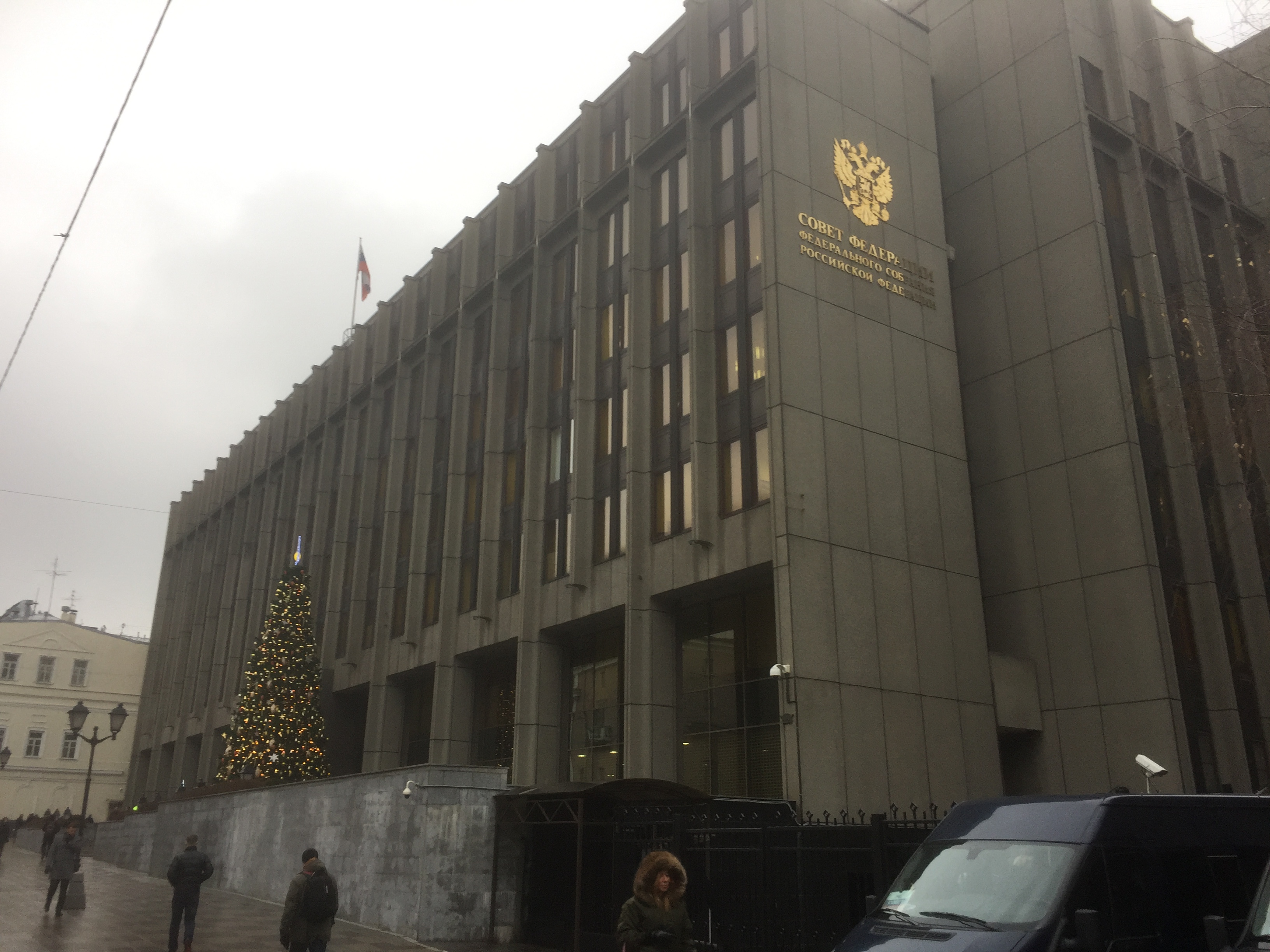
ساختمان شورای فدراسیون در سال ۲۰۱۷

شورای فدراسیون (روسی: Сове́т Федера́ции - سوویت فدراتسی، مخفف رایج: Совфед (سووفد) یا سنا (به‌طور رسمی، از ۱ ژوئیه ۲۰۲۰ شروع می‌شود) (روسی: Сенат) طبق قانون اساسی فدراسیون روسیه در سال ۱۹۹۳، مجلس علیا روسیه یعنی مجلس فدرال روسیه (پارلمان فدراسیون روسیه) است. هر یک از ۸۵ واحد فدرال روسیه - متشکل از ۲۲ جمهوری، ۴۶ استان، ۹ سرزمین، سه شهر فدرال، چهار ناحیه خودمختار و یک ابلاست خودمختار که دو سناتور را برای عضویت می‌فرستد که مجموعاً ۱۷۰ سناتور می‌شود. علاوه بر این، قانون اساسی فدراسیون روسیه همچنین سناتورهایی برای فدراسیون روسیه تعیین کرده که نمی‌توانند بیش از سی نفر (حداکثر هفت نفر از آنها مادام العمر) باشند و همچنین (اختیاری) روسای جمهور سابق به عنوان سناتور مادام العمر (تا سال ۲۰۲۰ در چنین سناتورهای مادام العمری وجود ندارند) نظر گرفته‌است.
شورا جلسات خود را در خیابان بولشایا دمیتروفکا در مسکو در خانه سابق ساختمان اصلی آژانس دولتی اتحاد جماهیر شوروی سوسیالیستی (گوستروی) برگزار می‌کند و دفاتر و اتاق‌های کمیته، بیشتر در خیابان نووی آربات دارد. دو مجلس فدرال از نظر فیزیکی از هم جدا شده‌اند و دومای دولتی در مکانی دیگری از مسکو در خیابان اوخوتنی ریاد جای دارد. جلسات شورای فدراسیون از ۲۵ ژانویه تا ۱۵ ژوئیه و از ۱۶ سپتامبر تا ۳۱ دسامبر در مسکو برگزار می‌شود. جلسات برای عموم آزاد است اگرچه مکان جلسات می‌تواند در صورت تمایل شورای فدراسیون تغییر کند و ممکن است که جلسات امن غیرعلنی تشکیل شود.
از لحاظ جانشینی در قدرت، به ترتیب رئیس شورای فدراسیون پس از رئیس‌جمهور و نخست‌وزیر، سومین مقام برتر در فدراسیون روسیه است. در صورت ناتوانی رئیس‌جمهور و نخست‌وزیر، رئیس شورای فدراسیون کفیل ریاست جمهوری فدراسیون روسیه می‌شود.

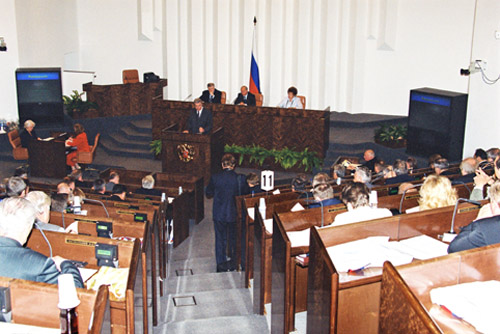
ولادیمیر پوتین در شورای فدراسیون در ۲۱ مه ۲۰۰۲

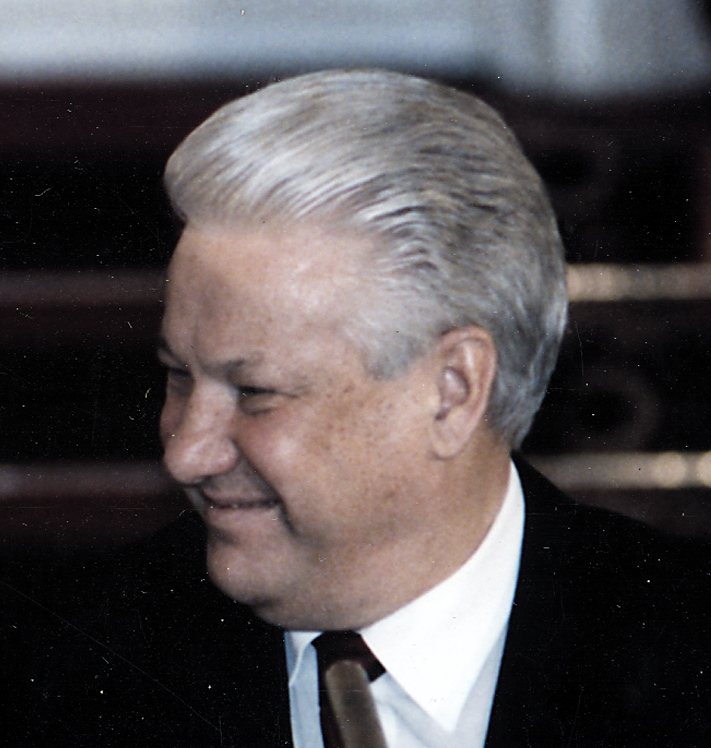
رئیس‌جمهور بوریس یلتسین در ایجاد شورای فدراسیون در سال ۱۹۹۳ نقش اساسی داشت

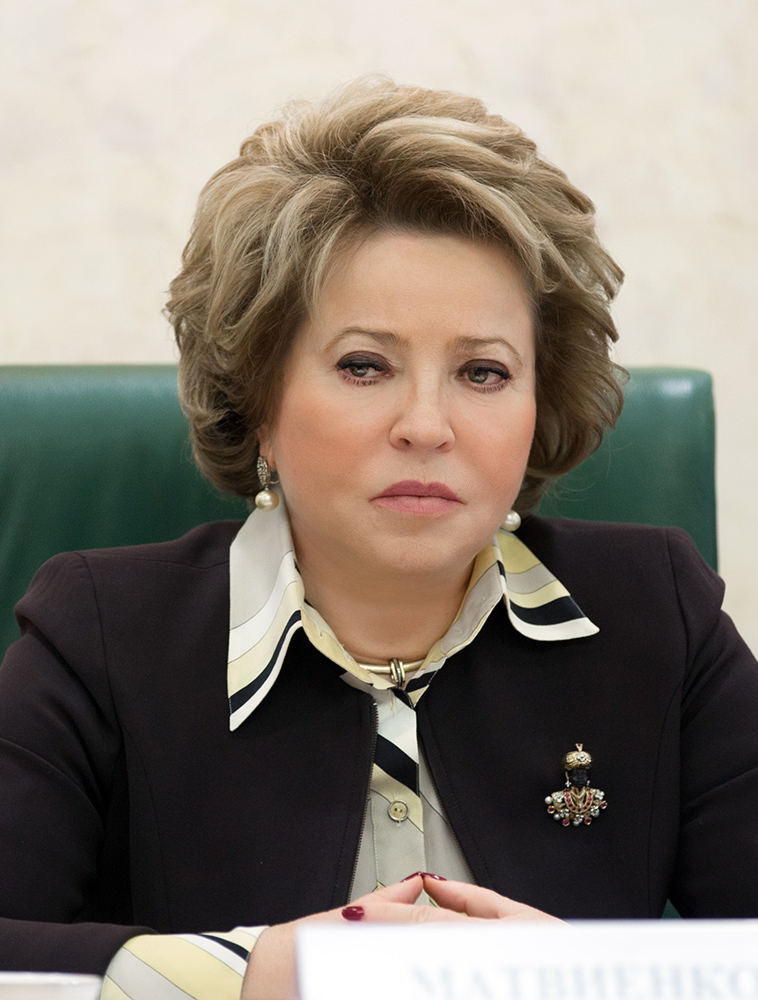
والنتینا ماتوینکو رئیس فعلی شورای فدراسیون است